# Play7
Play7 is een Belgische commerciële televisiezender die van start ging op 2 april 2021. De eigenaar van Play7 is Play Media, dat onderdeel is van Telenet, waar ook de zenders Play4, Play5 en Play6 toe behoren. Ook Play More en Play Sports zijn onderdeel van Telenet.
Play7 richt zich voornamelijk op een vrouwelijk kijkerspubliek, met aangekochte fictieseries, reality, human interest en romantische films.

## Geschiedenis
In augustus 2020 raakte bekend dat SBS Belgium plannen had om een vierde televisiezender te starten. Op 28 januari 2021 werd duidelijk dat het om een vrouwenzender zou gaan. De zender nam daarbij de rol over van Play5, die een meer pittige invulling kreeg. Elke weekavond is er een romantische film te zien. Het zendschema wordt aangevuld met aangekochte series.
In december 2024 wijzigde de naam tijdelijk naar PlayXMAS, met een non-stopaanbod van kerstfilms.

## Ontvangst
Play7 is te ontvangen via alle digitaletelevisieaanbieders in Vlaanderen en Brussel. Sommige aanbieders zoals Proximus en Telenet verdelen ook een high-definition-feed van de zender. Play7 zendt niet analoog uit.

## Programma's
Een greep uit het programma-aanbod van Play7 bij lancering:

### Human interest en realityseries
- Dr. Phil (VS, 2002-heden)
- EasyJet: Inside the Cockpit (VK, 2017-2019)
- Emergency (Australië, 2020-heden)
- First Dates (NL, 2015-heden)
- Property Brothers (Canada, 2011-heden)
- Spoorloos (NL, 1990-heden)
- The Aussie Property Flippers (Australië, 2017)
- The Doctors (VS, 2008)

### Fictieseries
- Body of Proof (VS, 2011-2013)
- Grey's Anatomy (VS, 2005-heden)
- The Night Shift (VS, 2014-2017)
- Rizzoli & Isles (VS, 2010-2016)
- The Mysteries of Laura (VS, 2014-2016)